# Henry Baillie
Henry (Herbert) Edward "Harry" Baillie-Pimblett (ur. 5 lutego 1884, zm. 17 marca 1959) – brytyjski zapaśnik walczący w stylu wolnym. Olimpijczyk z Londynu 1908, gdzie zajął piąte miejsce w wadze lekkiej.

## Letnie Igrzyska Olimpijskie 1908
| Konkurencja        | Rundy eliminacyjne | Rundy eliminacyjne     | Klas. końcowa |
| Konkurencja        | 1/8                | 1/4                    | Miejsce       |
| ------------------ | ------------------ | ---------------------- | ------------- |
| 66,6 kg styl wolny | Wolny los Z        | Arthur Gingell (GBR) P | 5.            |